# Urobatis halleri
"Round stingray" may also refer to Taeniura grabata.
Urobatis halleri là một loài cá đuối tròn trong họ Urolophidae, được tìm thấy ở vùng nước ven biển của đông Thái Bình Dương.